# Pieni Hirvasjärvi
Pieni Hirvasjärvi och Iso Hirvasjärvi eller Hirvasjärvet är sjöar i Finland. De ligger i kommunen Kittilä i landskapet Lappland, i den norra delen av landet, 800 km norr om huvudstaden Helsingfors. Hirvasjärvet ligger 202,7 meter över havet.Arean är 6,1 hektar och strandlinjen är 1,34 kilometer lång. Sjön  ingår i Kemi älvs huvudavrinningsområde. 